# Marie Anne Erize
Marie Anne Erize Tisseau (Espartillar, 28 marzo 1952 – Buenos Aires, scomparsa il 15 ottobre 1976) è stata una modella e attivista argentina con cittadinanza francese, militante dei Montoneros e scomparsa durante la Guerra sporca.

## Biografia
Marie Anne Erize Tisseau nacque nel 1952 nella Provincia di Buenos Aires in Argentina da genitori francesi, Alberto Erize e Françoise Tisseau; trascorse i primi anni della sua vita nella città di Wanda e a San Juan, nel nord del paese, trasferendosi successivamente nella capitale Buenos Aires, dove intraprese con successo la professione di modella, divenendo miss seven days, e iscrivendosi contemporaneamente all'università, precisamente alla facoltà di antropologia dell'Università di Buenos Aires.

### L'attività politica
Impegnata profondamente nel sociale, Erize Tisseau abbandonò la professione di modella per dedicarsi all'aiuto degli immigrati che affollavano la capitale e nel 1973, l'anno del colpo di Stato militare in Cile, conobbe Daniel Rabanal, un giovane studente di architettura, aderente al movimento peronista Montoneros; Marie Anne divenne attivista nel movimento, rifiutando tuttavia ogni coinvolgimento nella parte militare, addestramento e azione diretta, in favore del lato sociale della lotta.

A seguito del colpo di Stato del 1976 che depose il governo presieduto da Isabelita Perón, portando al potere la Giunta militare comandata dal generale Jorge Rafael Videla e dando così inizio al cosiddetto Processo di Riorganizzazione Nazionale, i genitori della giovane le suggerirono di lasciare il paese, ma ella preferì rimanere al fine di proseguire nel suo impegno.

### La scomparsa
Marie Anne fu sequestrata il 15 ottobre 1976 da tre uomini, di fronte a un negozio di biciclette, all'angolo delle strade General Acha e Abraham Tapia, nelle vicinanze di Plaza de Mayo, dove si era recata per ritirare la sua bicicletta appena fatta riparare; la sua scomparsa fu immediatamente denunciata dalla madre ma, al pari di tutte le persone che sarebbero successivamente scomparse, le autorità non fornirono notizie e, a seguito delle insistenze dopo il ritrovamento della bicicletta, fu data l'inequivocabile risposta della sicura morte della giovane.
Dopo la fine della dittatura militare, sotto la presidenza di Raúl Ricardo Alfonsín, fu creata la Comisión Nacional sobre la Desaparición de Personas (CONADEP), incaricata di investigare sul destino delle persone scomparse redigendo il rapporto "Nunca más" che comprendeva anche il caso della giovane di origini francesi e, grazie alle testimonianze raccolte, fu possibile identificare i responsabili e i colpevoli dell'omicidio nelle persone del generale Luciano Benjamín Menéndez, del maggiore dell'esercito Jorge Olivera e di Eduardo Vic che vennero accusati di crimini contro l'umanità.
Il caso di Marie Anne coinvolse anche l'Italia poiché, il 6 agosto 2000, il principale imputato dell'assassinio, l'ex maggiore Jorge Olivera, fu bloccato a Roma, precisamente all'aeroporto di Fiumicino, mentre si trovava in Italia in vacanza con la moglie, a seguito della richiesta da parte di un giudice francese dell'arresto e dell'estradizione, essendo egli sotto mandato di cattura internazionale per "sparizione e tortura", ma questa non fu concessa e Olivera poté fare ritorno, libero e in pensione, in Argentina.
Jorge Olivera fu arrestato e processato nel 2008; il 4 luglio 2013 fu condannato all'ergastolo per crimini contro l'umanità dal Tribunal Oral Federal di San Juan, ma poche settimane dopo, il 25 luglio, fuggì dall'Ospedale militare di Buenos Aires insieme a un altro militare condannato a 25 anni. Dopo tre anni e mezzo di latitanza, il 30 gennaio 2017 Jorge Olivera è stato individuato e nuovamente arrestato dalla polizia.

### Dopo la scomparsa
A Marie Anne Erize Tisseau è stato intitolato nel febbraio del 2015 il centro antiviolenza di Tor Bella Monaca a Roma, che ospita la biblioteca omonima, registrata nell'Anagrafe delle Biblioteche Italiane (ABI IT-RM1893).
Nel giugno 2018, il centro Erize ha presentato il Modello Erize@, uno strumento cartaceo di informazione, prevenzione e contrasto alla violenza di genere.